# A1 Ethniki 2015-16
La A1 Ethniki 2015-16 fue la edición número 76 de la A1 Ethniki, la máxima competición de baloncesto de Grecia. La temporada regular comenzó el 10 de octubre de 2015 y los playoffs acabaron el 30 de mayo de 2016. Los ocho mejor clasificados accederían a los playoffs. El Arkadikos B.C. y el EK Kavala descendieron a la A2 Ethniki.
El campeón fue el Olympiacos B.C., que lograba su decimosegundo título, derrotando en la final al Panathinaikos en cuatro partidos.

## Equipos

### Ascensos y descensos
- Panionios, Panelefsiniakos y KAOD descendieron al término de la temporada 2014-15.
- Kavala, Arkadikos y Lavrio ascendieron desde la A2 Ethniki.

### Localización y pabellones
| Club                  | Ap. | Ciudad           | Pabellón                     | Capacidad |
| --------------------- | --- | ---------------- | ---------------------------- | --------- |
| AEK                   | 59  | Marousi, Atenas  | OAKA Indoor Hall             | 18,500    |
| Apollon Patras        | 31  | Patras           | Apollon Patras Indoor Hall   | 3,500     |
| Aris                  | 62  | Salónica         | Alexandrio Melathron         | 5,138     |
| Arkadikos             | 1   | Tripoli          | Tripoli Indoor Hall          | 1,100     |
| Kolossos Rodou        | 10  | Rodas            | Venetoklio Indoor Hall       | 1,242     |
| Koroivos              | 2   | Koroivos         | Amaliada Indoor Hall         | 2,000     |
| Lavrio                | 1   | Lavrio           | Lavrio Indoor Hall           | 1,700     |
| Nea Kifissia          | 3   | Kifissia, Atenas | Zirineio Indoor Hall         | 1,500     |
| Olympiacos            | 63  | Piraeus, Atenas  | Peace and Friendship Stadium | 11,600    |
| Panathinaikos         | 66  | Marousi, Atenas  | OAKA Indoor Hall             | 18,500    |
| PAOK                  | 59  | Pylaia, Salónica | PAOK Sports Arena            | 8,162     |
| Rethymno Cretan Kings | 6   | Rethymno         | Rethymno Indoor Hall         | 1,600     |
| Trikala Aries         | 3   | Trikala          | Trikala Indoor Hall          | 2,500     |
| Union Kavala          | 6   | Kavala           | Kalamitsa Indoor Hall        | 1,650     |

## Resultados

### Temporada regular
|     | Equipo                | J  | G  | P  | PF   | PC   | Dif. | Pts | Clasificación           |
| --- | --------------------- | -- | -- | -- | ---- | ---- | ---- | --- | ----------------------- |
| 1.  | Olympiacos            | 26 | 25 | 1  | 2235 | 1688 | +547 | 51  | playoffs                |
| 2.  | Panathinaikos         | 26 | 23 | 3  | 2135 | 1770 | +365 | 51  | playoffs                |
| 3.  | Aris                  | 26 | 20 | 6  | 2010 | 1761 | +249 | 46  | playoffs                |
| 4.  | AEK                   | 26 | 18 | 8  | 2010 | 1834 | +176 | 44  | playoffs                |
| 5.  | PAOK                  | 26 | 13 | 13 | 1956 | 1924 | +32  | 39  | playoffs                |
| 6.  | Nea Kifissia          | 26 | 12 | 14 | 1964 | 1998 | -34  | 38  | playoffs                |
| 7.  | Kolossos Rodou        | 26 | 11 | 15 | 1918 | 1990 | -72  | 37  | playoffs                |
| 8.  | Rethymno Cretan Kings | 26 | 10 | 16 | 1953 | 2098 | -145 | 36  | playoffs                |
| 9.  | Trikala Aries         | 26 | 9  | 17 | 1938 | 2061 | -123 | 35  |                         |
| 10. | Apollon Patras        | 26 | 9  | 17 | 1797 | 1952 | -155 | 35  |                         |
| 11. | Lavrio                | 26 | 9  | 17 | 1895 | 2027 | -132 | 35  |                         |
| 12. | Koroivos              | 26 | 8  | 18 | 1809 | 1991 | -182 | 34  |                         |
| 13. | Arkadikos             | 26 | 8  | 18 | 1785 | 2032 | -247 | 34  | descienden a A2 Ethniki |
| 14. | Union Kavala          | 26 | 5  | 21 | 1830 | 2109 | -279 | 31  | descienden a A2 Ethniki |

### Playoffs
|  | Cuartos de final | Cuartos de final      | Cuartos de final |               |   | Semifinales   | Semifinales | Semifinales |   |              | Final        | Final        | Final |  |
|  |                  |                       |                  |               |   |               |             |             |   |              |              |              |       |  |
|  |                  |                       |                  |               |   |               |             |             |   |              |              |              |       |  |
|  | 1                | Olympiacos            | 2                |               |   |               |             |             |   |              |              |              |       |  |
|  | 1                | Olympiacos            | 2                |               |   |               |             |             |   |              |              |              |       |  |
|  | 8                | Rethymno Cretan Kings | 0                |               |   |               |             |             |   |              |              |              |       |  |
|  | 8                | Rethymno Cretan Kings | 0                |               | 1 | Olympiacos    | 3           |             |   |              |              |              |       |  |
|  |                  |                       |                  |               | 1 | Olympiacos    | 3           |             |   |              |              |              |       |  |
|  |                  |                       | 4                | AEK           | 0 |               |             |             |   |              |              |              |       |  |
|  | 4                | AEK                   | 4                | AEK           | 0 | 2             |             |             |   |              |              |              |       |  |
|  | 4                | AEK                   |                  |               |   |               |             |             |   |              |              |              |       |  |
|  | 5                | PAOK                  | 1                |               |   |               |             |             |   |              |              |              |       |  |
|  | 5                | PAOK                  | 1                |               |   |               |             |             |   | 1            | Olympiacos   | 3            |       |  |
|  |                  |                       |                  |               |   |               |             |             |   | 1            | Olympiacos   | 3            |       |  |
|  |                  |                       | 2                | Panathinaikos | 1 |               |             |             |   |              |              |              |       |  |
|  | 2                | Panathinaikos         | 2                | Panathinaikos | 1 | 2             |             |             |   |              |              |              |       |  |
|  | 2                | Panathinaikos         |                  |               |   |               |             |             |   |              |              |              |       |  |
|  | 7                | Kolossos Rodou        | 0                |               |   |               |             |             |   |              |              |              |       |  |
|  | 7                | Kolossos Rodou        | 0                |               | 2 | Panathinaikos | 3           |             |   | Tercer lugar | Tercer lugar | Tercer lugar |       |  |
|  |                  |                       |                  |               | 2 | Panathinaikos | 3           |             |   | Tercer lugar | Tercer lugar | Tercer lugar |       |  |
|  |                  |                       | 3                | Aris          | 2 |               |             |             |   |              |              |              |       |  |
|  | 3                | Aris                  | 3                | Aris          | 2 | 2             |             |             | 3 | Aris         | 1            |              |       |  |
|  | 3                | Aris                  |                  |               |   |               |             |             | 3 | Aris         | 1            |              |       |  |
|  | 6                | Nea Kifissia          | 0                |               |   |               |             |             |   |              | 4            | AEK          | 3     |  |
|  | 6                | Nea Kifissia          | 0                |               |   |               |             |             |   |              | 4            | AEK          | 3     |  |
|  |                  |                       |                  |               |   |               |             |             |   |              |              |              |       |  |

### Galardones
| MVP de la A1 Ethniki - Vassilis Spanoulis – Olympiacos MVP de las Finales - Vassilis Spanoulis – Olympiacos Mejor jugador joven - Ioannis Papapetrou – Olympiacos Mejor defensor - Nick Calathes – Panathinaikos Jugador más mejorado - Leonidas Kaselakis – Nea Kifissia Jugador más espectacular - Okaro White – Aris | Jugador más popular - Dimitris Diamantidis – Panathinaikos Mejor entrenador - Dimitris Priftis – Aris Mejor quinteto - Dimitris Diamantidis – Panathinaikos - Vassilis Spanoulis – Olympiacos - Okaro White – Aris - Georgios Printezis – Olympiacos - Loukas Mavrokefalidis – AEK |